# Turistická značená trasa 0311
 Turistická značená trasa 0311 je 18 km dlouhá červeně značená trasa Klubu českých turistů v okrese Děčín spojující Děčín s Hřenskem. Její převažující směr je severní. Trasa se nachází v Děčínské vrchovině na území CHKO Labské pískovce. Ve většině délky je sledována naučnou stezkou Kaňon Labe a Evropskou dálkovou trasou E3.

## Průběh trasy
Turistická trasa má svůj počátek na severním okraji Děčína na rozcestí se zeleně značenou trasou 3928 z Markvartic, která zde přechází na stejně značenou trasou 3943 do Bynovce. Trasa nejprve serpentinami vystoupá lesoparkem na vrcholovou planinu Stoličné hory a poté pokračuje lesem v blízkosti východní hrany labského kaňonu. Během tohoto úseku odbočují z hlavní trasy stejně značené odbočky na jednotlivé vyhlídky. Trasa poté východním směrem sestoupí na okraj Ludvíkovic a poté stoupá severovýchodním směrem údolím Loubského potoka. Před začátkem zástavby Ludvíkovic se ostře stáčí k severozápadu a kolem místního hřbitova vystoupá na rozcestí opět se zeleně značenou trasou 3943 do Bynovce. Poté se opět přimkne k hraně labského kaňonu a kolem dalších vyhlídek pokračuje na sever na Růžový hřeben. Stále lesem poté pokračuje pod Kamenský vrch na rozcestí opět s trasou 3943, která v úvodní fázi trasy tvoří alternativní směry. Trasa 0311 pokračuje po lesních cestách stále k severu, po přimknutí se ke Knížecí cestě mění směr na severozápadní, který si drží až na Labskou Stráň. Na odbočce k vyhlídce Belvedér se nachází rozcestí se zde výchozí zeleně značenou trasou 4007 sestupující do údolí Labe. Trasa 0311 se zde ostře stáčí k východu, prochází vesnicí a klesá do skalnatého údolí Suché Kamenice. V něm se na rozcestí s modře značenou trasou 1614 do Veselého pod Rabštejnem opět stáčí k severozápadu a po pěšině klesá podél potoka až k jeho soutoku s Labem. U něj se nachází rozcestí opět s trasou 4007, která zde končí. Trasa 0311 vede dále po silnici I/62 do Hřenska, kde rovněž končí. Přímo zde na ní navazuje trasa 0312 na Mezní Louku, výchozí jsou zde zeleně značená trasa 4016 do Janova a žlutě značená trasa 6920 do Srbské Kamenice.

## Turistické zajímavosti na trase
- Schillerův dub na Kvádrberku
- Národní přírodní rezervace Kaňon Labe
- Výklenková kaple u hřbitova v Ludvíkovicích
- Údolí Suché Kamenice
- Vodopády Suché Kamenice

## Seznam vyhlídek přímo na trase nebo na shodně značených odbočkách
- Loretánská vyhlídka
- Císařský výhled
- Sněžnická vyhlídka
- Labská stráž
- Spálenisko
- Růžová vyhlídka
- Belvedér